# آرتورو گررو
آرتورو گررو (اسپانیایی: Arturo Guerrero‎؛ زادهٔ ۳۰ اوت ۱۹۴۸) بازیکن بسکتبال اهل مکزیک بود.
وی در مسابقات کشوری و بین‌المللی در مجموع برندهٔ ۲ مدال نقره شده‌است.